# Guinbri
El guinbri (també gimbri, gmbri, gnibra, gombri, gumbri, gunbri, gunibri) és un llaüt africà, de mànec llarg i que pot tenir entre una i tres cordes. És un instrument particularment emprat pels membres de les confraries Gnawa, del Marroc, i que solen tenir tres cordes. La seva construcció és molt similar a la família de llaüts de corda pinçada que trobem a la sabana de l'Àfrica occidental (com també trobem el khalam, konting i el tidinit), tot i que el guinbri és una mica més gran que aquests altres i la caixa de ressonància és rectangular. Farmer, en el seu estudi de l'instrument (1928), fa un seguiment del orígens de l'instrument en els llaüts de mànec llarg egipcis. El guinbri del Marroc acostuma a acompanyar els cants i els ritmes fets amb les mans. Al capdamunt del mànec s'hi posa una làmina metàl·lica amb forma de fulla, que té petites anelles a tot el volt per obtenir efectes de percussió i, l'intèrpret, n'obté més fent picar els dits de la mà dreta a la taula de so.